# Magia y brujería en México
La magia y la brujería en México es el resultado de la fusión de las tradiciones ocultas de los indígenas prehispánicos y las de los españoles que llegaron después de la conquista, además de los elementos del mismo tipo que proporcionaron los esclavos negros.
En los pueblos Indígenas más aislados la tradición antigua contiene pocos rasgos de las influencias extrañas, aunque algunos de los elementos españoles, muchas veces reelaborados, forman parte de ella; entre los mestizos rurales el sincretismo de las ideas mágicas de una y de otra cultura se presentan de manera más evidente, e inclusive en las áreas urbanas se pueden observar muchas manifestaciones del pensamiento y actividades mágicas que son una mezcla de ambas tradiciones. Algunas ocasiones se sacrifican animales de colores blanco y negro.

## Origen
En México, muchas de las prácticas de brujería y hechicería provienen del mundo indígena mesoamericano en consecución de los antiguos sistemas religiosos autóctonos, des estructurados en la conquista y colonización, pero persistentes en muchos sentidos en los sucesivos procesos de reformulación simbólica y resemantización cultural, en la que el cristianismo no sólo convivió con las creencias de procedencia indígena mesoamericana, sino que yendo mucho más allá, se fusionó en muchos aspectos y quedó reinterpretado y traducido localmente como un cristianismo de corte agrícola, nutrido y vivido desde el horizonte cultural indígena.

Recordemos en este sentido, las referencias de los frailes cronistas del s. XVI en lo que hoy es México, por ejemplo, Fray Diego Durán recalcaba la imperante e impostergable

[…] necesidad de saber de raíz los antiguos engaños y supersticiones, para evitar que esta miserable y flaca gente no mezcle sus ritos antiguos y supersticiones con nuestra divina ley y religión christiana; porque son tantos y tan enmarañados y muchos dellos frissan tanto con los nuestros, que están encubiertos con ellos, y acaece muchas veces pensar que están aviendo placer y están idolatrando y pensar que están jugando y están echando suertes de los sucesos delante de nuestros ojos, y no los entendemos, y pensamos que se desceplinan y estanse sacrificando […]

Y parece ser que esta idolatría que se desarrollaba ante sus propios ojos y era solapada por no saber lo que estaba pasando, era lo que más mortificaba al fraile, pues lo repite insistiendo en esto más adelante:

Y así erraron mucho los que con buen celo (pero no con mucha prudencia) quemaron y destruyeron al principio todas las pinturas de antiguallas que tenían; pues nos dexaron tan sin luz, que delante de nuestros ojos idolatran y no los entendemos en los mitotes, en los mercados, en los baños y en los cantares […] en las comidas y banquetes […] en el sembrar, en el coger, en el encerrar en las troces, asta en el labrar la tierra y edificar las casas; y pues en los mortuorios y entierros, y en los casamientos y claban superstición y idolatría, hasta en irse a bañar al río […].

Motolinía, por su parte, indicaba que:

“Ya que pensaban los religiosos que con estar quitada la idolatría de los templos del demonio y venir algunos a la dotrina y baptismo, estaba todo hecho, hallaron que era mucho más lo que quedaba por hacer y vencer, hallaron lo mas dificultoso y que más tiempo fue menseter para destruir, y fue que de noche se ayuntaban, y llamaban y hacían fiestas al demonio, con muchos y diversos ritos que tenían antiguos”.

Más adelante en el tiempo, ya en el S. XVII, llama la atención que Fray Jacinto de la Serna en su Manual de Ministros, apuntaba lo siguiente exactamente en los mismos términos que sus colegas antecesores lo hicieran en el siglo XVI:

Nos damos cuenta que los ídolos no están olvidados como creíamos; por el contrario, están tan vivos que los nativos, a pesar de creer que existe un Dios, creen al mismo tiempo que las cosas del mundo operan por la acción de sus ídolos. Y por eso se entienden con ellos,como si los tuvieran presentes, y les rinden adoración y les temen más que al verdadero Dios que les ha sido enseñado, y los veneran más que a Él. [...] Por tanto, les ofrecen animales, comida y bebida, y les dan gracias por los bienes recibidos (que ellos piensan que han recibido), y les dedican la sangre de gallinas y otros animales. Hay algunos que ofrecen su propia sangre, como en los tiempos antiguos, perforandose los oídos y la piel en lugares que no puedan ser vistos con facilidad [...]

Además de esta veta indígena, también tenemos que reconocer que muchos elementos que hoy se engloban en la categorización de brujería, hechicería y magia, en México, provienen de la influencia cultural africana que a partir del arribo de esclavos negros, especialmente en Veracruz, Campeche, Chiapas y Tabasco, dio origen a la influencia cultural en México de ciertas concepciones mágico-religiosas provenientes de África, tales como el animismo, el vudú, etc. dando lugar a nuevas manifestaciones culturales y religiosas sincréticas tales como la santería y los orishas, entre otros.

## Relación de la magia y brujería con la salud en México

### Enfermedad y brujería en el México prehispánico
En México, entre los habitantes de distintos pueblos, existen un buen número de enfermedades cuya causa no se encuentra bien definida y se dice que factores como la magia, la brujería y otros elementos sobrenaturales contribuyen a producirlas.
Durante la época prehispánica, entre los grupos indígenas de diferentes zonas la enfermedad era considerada como un castigo de los dioses, dirigido hacia quienes cometen determinadas faltas para con los dioses mismos o relacionadas con rituales y ofrendas que debían hacerles periódicamente. Por ejemplo, Tlaloc y sus ayudantes -los tlaloque- producían enfermedades relacionadas con el agua, el frío y la humedad; Macuil Xochitl mandaba padecimientos de tipo sexual; Xochiquetzal se encargaba de enviar enfermedades contagiosas; Nanahuatzin diversos males en los ojos; Xipe Totec producía sarna y otras enfermedades de la piel, etcétera.
Los especialistas de aquella época debían, en consecuencia, determinar primero a que dios se había hecho la ofensa, para después aplicar el tratamiento adecuado. Existían diferentes especialistas de acuerdo con la afección que debía curarse: el teixpatiani trataba los padecimientos de los ojos, el teitzminqui hacia sangrias, el tetlacuicuiliani extraía el mal por medio de succión, el teomiquetzani se encargaba de arreglar los huesos, la temixihuitiani o partera, el tepatiani tenía conocimientos sobre las diferentes plantas medicinales.
La fuerzas sobrenaturales que causaban las enfermedades intervienen también en la manera de tratarlas, la medicina entonces, quedaba por completo en el plano de lo sobrenatural y el ticitl (denominación general para los especialistas del arte de curar) tenían un papel de suma importancia puesto que en sus manos estaba la seguridad del grupo, en lo concerniente al mantenimiento de la salud de sus integrantes. de esta forma, los especialistas llegaron a tener un amplio conocimiento de las propiedades de diferentes plantas, animales y minerales de la zona en que habitaban.
Una de las maneras en que los especialistas realizaban el diagnóstico de las enfermedades era mediante el uso de drogas alucinógenas como peyote, hongos, semillas de ololiuhqui y otras, ingiriéndolas para ponerse en contacto con las divinidades, quienes les indicaban el mal que aquejaban a la persona y el tratamiento que debía seguir.

### Enfermedad y brujería en el México colonial
Con la llegada de los españoles los médicos indígenas fueron desprestigiados, pues sus conocimientos y técnicas se consideraron como brujería, hechicería y hasta se les acusó de favorecer intervenciones del demonio. Este personaje era desconocido para ellos ya que como tal los dioses indígenas tenían implícitas las 2 facetas, o sea que podían como los seres humanos ser malos o buenos según las circunstancias. Los españoles trajeron a México una concepción particular de las enfermedades constituida por algunos elementos racionales de la medicina científica del siglo XVI, aunado a conceptos religiosos medievales y a la creencia en el demonio como causante de todo mal. Así con la conquista y particularmente durante la colonia entraron en contacto diferentes tradiciones respecto de las enfermedades y a la forma en que deberían ser tratadas, dando lugar a una mezcla de creencias, prácticas y conceptos, que conforman un tipo de medicina popular que nace de la revelación, y que lleva consigo elementos místicos y mágicos de suma importancia.

### Explicación popular de las enfermedades
La mentalidad mágica popular explica de diferentes formas las causas que producen la enfermedad; las principales son: la pérdida del alma debido a que el individuo se asusta cuando encuentra el espíritu de un muerto o tienen un accidente inesperado, o bien el alma puede ser dañada por un hechicero cuando sale del cuerpo durante el sueño; el experimentar emociones fuertes producidas por celos, coraje, vergüenza y envidia; el que un elemento extraño, de forma física o espiritual, se introduzca en el cuerpo; y otra es que la enfermedad puede ser producida por los pecados cometidos por la persona, o sea como daño por transgredir las normas impuestas y aceptadas por el grupo.
En general no se piensa que la enfermedad pueda tener una causa natural, sino que es el resultado de un maleficio causado en forma mágica o sobrenatural por un dios al que se ha ofendido, el espíritu de un muerto de la familia a quien no se ha rendido el culto que se merece o bien por un brujo o hechicero contratado para ello por una persona que desea dañar a otra. Cuando se sienten enfermos los habitantes de las zonas rurales, indígenas y aun algunos estratos sociales de las zonas urbanas acostumbran visitar a los curanderos, quienes realizan las curaciones de diferentes formas, entre ellas está la succión, la limpia, el rociado con alcohol, y la transferencia de la enfermedad a un objeto que después se tira a un lugar apartado. 
Las limpias se basan en el principio de la transferencia del mal. Cuando el sujeto es limpiado con un huevo, con hierbas, con minerales e inclusive en algunos casos con una gallina, el mal pasa mágicamente a ellos y así el enfermo queda limpio del hechizo o de la enfermedad sobrenatural que lo aquejaba.

### Enfermedades causadas
Los hechizos o embrujamientos según la creencia popular son el resultado de los deseos hostiles de otras personas; se logra cuando se desea intensamente causar daño a otro o, lo que es más frecuente, contratando a un especialista para que a través de sus ritos mágicos provoque el mal. Una de las formas más comunes es con la fabricación de un muñeco que representa a la víctima al que se le clavan todo género de objetos punzantes que provocarán daño; resulta más efectivo si el muñeco lleva un trozo de tela de alguna de las prendas de vestir de la persona que se quiere dañar
El mal de ojo que se cree daña principalmente a los niños cuando los ve una persona que tiene la mirada fuerte o alguien que los admira o envidia- es muy frecuente en todo el país. Esto no es una creencia particular o distintiva sino prácticamente universal, ya que se encuentra en España, Italia, Portugal, Grecia, Francia, Alemania e Inglaterra. En muchos de los lugares mencionados se cree también que existen amuletos que pueden neutralizar los efectos del mal de ojo, que van desde escapularios y medallas benditas, hasta ajos o cebollas; en México es frecuente el uso de una semilla conocida como ojo de venado, la cual -se dice- revienta con este tipo de miradas, salvando al niño de la enfermedad.
Los malos aires tienen también una relevancia especial dentro de las enfermedades sobrenaturales; estos pueden introducirse en el cuerpo por pasar junto a un panteón después de haberse bañado, por haber asistido a un velorio, por haber estado junto a un enfermo grave cuando se tiene una herida en el cuerpo, y también por la acción de malos espíritus como los aires de la lluvia, de la noche, de la basura y del frío. Ocasionalmente estos aires tienen representaciones antropomorfas, puesto que en muchos lugares se dice que penetran en el cuerpo humano, los cuales a veces se identifican como “dueños del agua o de la lluvia”, con los aires de la noche se asocian los fantasmas de los muertos, a veces llamados “aires de difunto”, que en algunos sitios son causados por las almas de las personas que fueron asesinadas.

### El peligro a la salud
Cuando un paciente llega a caer en la consulta con datos de “algo que no tenía y apareció súbitamente”, por lo general se le prescriben vitaminas, ansiolíticos y analgésicos, lo que genera en el paciente mayor malestar y decide atender la recomendación de un conocido cercano que le hace creer que si el médico no pudo resolverlo es “cosa mala”. Es cuando el paciente empieza a peregrinar de un lado a otro en busca de una solución; generalmente acuden en primera instancia con el médico familiar o general y la sola idea de acudir con un psicólogo o en su caso más extremo un psiquiatra, los hace pensar que ellos “no están locos”, por lo cual queda descartado acudir con alguno de los anteriores facultativos. Es por esto que en las escuelas y facultades de medicina en los últimos años de formación del médico debe mencionarse este modus vivendi ya que llegan a tener no solo un paciente sino varios de ellos; hacer hincapié al estudiante que cuando tenga un paciente con estas características se le debe orientar adecuadamente y quitarle la idea errónea de que está “embrujado”, pues finalmente el paciente termina con una severa alteración psiquiátrica o en ocasiones hasta la muerte ya sea por la ingesta de un brebaje con plantas tóxicas o el suicidio por no poder controlar el estado en el que se encuentra.

## La magia en ritos y supersticiones agrícolas

### Bases empíricas de prácticas rituales en la agricultura mexicana
Es común entre los estudiosos del campo mexicano, principalmente de los allegados a la ‘revolución verde’, ignorar o desechar las prácticas religiosas campesinas relacionadas con los cultivos por considerarlas fuera de la ciencia, o inservibles para la investigación agrícola. Sin embargo, un estudio más cuidadoso de este fenómeno indica que los rituales practicados tienen una gran carga empírica de actividades materiales agrícolas para cuidar los cultivos. Estos rituales y prácticas materiales que se ejercen durante todo el ciclo entre la siembra y la cosecha, posibilitan al campesino el logro de los plantíos; ambas actividades son indivisibles en su mundo tradicional, donde no se puede hacer una sin la otra. Es decir, en el mundo tradicional campesino, las prácticas y la cosmovisión no están separadas, ambas conviven en el plano cotidiano, donde ambas influyen una a la otra. 
Existe otra razón por la cual se tiende a desplazar la importancia de los rituales en las ciencias agrícolas; radica en su dificultad para entenderlos por el constante uso de plegarias y rezos en forma de metáforas. Ya en el siglo XVI, fray Diego Durán (1982: V. II) escribía al respecto:

[...] todos los cantares [plegarias y rezos] [...] son compuestos por unas metáforas tan oscuras, que apenas hay quien las entienda, si muy de propósito no se estudian y platican para entender el sentido de ellas. Yo me he puesto de propósito a escuchar con mucha atención lo que cantan, y entre las palabras y términos de la metáfora, paréceme un disparate, y después platicando y conferido, son admirables sentencias

Esta ignorancia sobre la relación entre los ritos y las prácticas agrícolas seguía igual casi un siglo después cuando, a principios del siglo XVII, un religioso a quien se le solicitó información sobre esos rituales afirmaba: 

[...] es todo en lenguaje dificultoso, y casi ininteligible [...] no es otra cosa que una continuación de metaphoras, no solo en los verbos, sino aun en los nombres sustantivos y adjetivos, y pasa a una continuada alegoria (Ruiz, 1982: 127).

Precisamente este mundo metafórico al que se refería el religioso es el que corresponde a la cosmovisión y cultura del mundo campesino; si no es entendido, difícilmente se accede a la conexión de los rituales con las actividades agrícolas y su entorno. En los ritos está inmersa y enlazada la relación entre las semillas, plantas, animales, plagas, instrumentos, suelos y ambiente, con las prácticas de uso y manejo de los recursos en las parcelas.

### El ciclo ritual en la siembra del maíz
El inicio del ciclo agrícola se marca con la apertura de tierras para el cultivo, conocido comúnmente como “barbecho”. Esta actividad, tal y como lo conocemos ahora, es de origen español; en la época precortesiana el cultivo se hacía con coa o palo plantador, la remoción del suelo evitaba prácticamente la labranza. Sin embargo, los cronistas españoles equipararon este acto de clavar la coa como parecido o equivalente al barbecho europeo, por lo que así se interpreta en los documentos e informes. Al iniciar esta actividad, informa el padre Ponce (1892: 7):

[...] los campesinos primero hacen su oración a la tierra diciéndole que es su madre y que la quieren abrir y ponerle el arado, o coa a las espaldas, a este punto piden favor a [su deidad] Quetzalcoatl [en su forma de protector de la agricultura] para que les dé esfuerzo para poder labrar la tierra

El anterior ritual no está descrito con particularidades por los cronistas, pero en general el campesino se disculpaba con la tierra por la ‘deformación’ que iba a hacerle al trabajar en su superficie; además, le pide favorecerlo en dejarse plantar semillas de las cuales depende su sustento. Después del barbecho, entendido aquí como limpia del terreno o remoción del suelo, se preparaban los indígenas para la siembra del maíz. Según el padre Ruiz:

[se preveían] de una coa o tarecua de palo duro y bien labrado, con que han de cavar para sembrar el maíz; cojen la espuerta de palma [una especie de canasto] donde tienen guardados las mazorcas de maíz que han de servir de semilla, y esto se entiende que aunque habían de sembrar mucha cantidad, siempre empiezan la siembra por unas mazorcas escogidas sobre la que cae el conjuro como comprehendiendo las demás: éstas las guardan al fin de las cosechas atándolas primero en manojos, y valiéndose para ello por cuerda del mismo hollejo que cubre la mazorca [brácteas] y colgándolas al aire, y cuando ya están del todo secas las ponen en la espuerta [canasto] de palma que han de llevar para empezar por ella la siembra [...] Cogida pues la dicha espuerta y la tarecua, entra el conjuro hablando con la tarecua [este conjuro se hace en la casa del campesino]: “¡Ea espiritado [diciéndole al palo plantador, refiriéndose a él como mágico], cuya dicha está en las lluvias [por la relativa facilidad de clavarse en la tierra húmeda después de las primeras lluvias], haz tu oficio [ponte a trabajar] que ya han venido los espiritados [las nubes], o los dioses [tlaloques], ahora voy a dejar al espiritado príncipe [el maíz] entre otros que es siete culebras” [es decir procede a mezclar la semilla conjurada, con otras semillas que servirán para la siembra. El nombre de siete culebras se le daba por la forma que toman las hojas o brácteas del maíz cuando se atan las mazorcas mediante racimos de siete] (Ruiz de Alarcón, 1892: 176).

Acto después, el campesino le hablaba a la semilla del maíz contenida en el canasto, preparándola para la marcha al campo: 

¡Ea, vámos [maíz], que aquí está la espuerta [el canasto ya con las semillas conjuradas para la siembra] de la diosa del pan [Centeotl] que te llevará por el camino [hacia la milpa], que mucho ha que te tenía guardado en ella tu madre [tierra] y ya han llegado los espiritados sus hermanos [las nubes, la temporada de lluvias] (Ruiz de Alarcón, 1892: 176).

Es importante recordar que la deidad Centeotl, era considerada la diosa del maíz maduro, y cambiaba de nombre según la madurez de la planta; tomaba el nombre de Xilonen cuando la mazorca empezaba a formarse después de haber ‘jiloteado’, es decir, haberse formado la espiga que fecunda la planta (Robelo, 1951: 55). Hecho esto, el campesino partía con dicho aparejo: la espuerta con maíz y la coa al barbecho; llegando, empezaba otro conjuro en que decía: 

¡Ea!, manos a la obra, espiritado [arado o coa] cuya dicha son las aguas, que aquí es donde hemos de poner debajo de la tierra al espiritado siete culebras [al maíz guardado para semilla, el cual estaba atado] (Ruiz de Alarcón, 1892: 176). 

Después de este conjuro, el campesino volvía a hablar con la tierra, la prevenía y le encargaba el buen logro de su siembra: 

¡Ea, ya has de tu parte lo que debes, espejo carilabrado, que vaheas [se refiere a la tierra que hecha vapor del suelo después de las primeras lluvias que esperan los campesinos para proceder a la siembra], que ya te he de entregar al noble varón y culebras [a las semillas del maíz] porque aquí es muy a propósito para su estadía que ya han llegado los espiritados [las nubes] (Ruiz de Alarcón, 1892: 176). 

Simultáneo a estas palabras, el campesino iba haciendo los hoyos para depositar el maíz con la coa o tarecua y lo sembraba. Después de unos meses de crecimiento y estando listo el campo de maíz para el primer desyerbe, los campesinos iban al sembradío llevaban consigo 

[...] una candela de cera y una gallina para sacrificar al borde de la sementera, poniendo la candela encendida en el medio de la sementera, luego aderezan [cocinan] el ave sacrificada, con tamales la llevan a donde está la candela en el medio y allá la ofrecen a la diosa Chicomecóatl, Diosa de los panes que dizen habita en la Sierra de Tlaxcala y le hacen su oración y petición; y habiendo estado allí un rato la ofrenda, la quitan y la comen con lo demás, y luego queman copal (Ponce, 1892: 8).

Terminado el ritual, pedían a Quetzalcóatl su favor y esfuerzo con otro conjuro que usaban en el tiempo de crecimiento del maíz, para el que era muy importante el viento (Ponce, 1892: 8). Esta invocación a Quetzalcóatl como deidad o Ehecatl, era para pedir que barriera el camino a los dioses de las lluvias (tlaloques) y para que hubiera buen temporal; además, solicitarle que con su soplido fertilizara los campos (Sahagún, 1938). Recordemos aquí la gran importancia del viento para la polinización del maíz. El padre Ponce, muy observador de esta parte del ritual, describe:

[...] los que son curiosos entre los naturales, no permiten se quite al maíz hoja ninguna hasta que los xilotes apunten a salir, y habiendo ya salido toman de las hojas del maíz y primeros xilotes, las primeras flores y primer miahuatl y las primeras cosas que la tierra da en aquel tiempo, y las llevan a ofrecer delante de las trojes con ante el fuego y cuecillo, mandan aderezar esta ave y con tamales la ofrecen ante el fuego y cu y las camisillas las visten algunas piedras que allí ponen, lo cual acabado comen los elotes y lo demás ofrecido, bebiéndose el pulque, y de esta manera pagan las primicias de los nuevos frutos (Ponce, 1892: 8-9)

Destacan sobre todo las formas rituales y sus vínculos sociales, donde el acento está puesto en la redistribución de las primicias, lo que fortalece las relaciones de grupo y de parentesco. Cuando el maíz está maduro para su cosecha, el campesino, antes de comenzar a levantar su producto, buscaba una señal en su milpa: 

[una] caña que lleva dos o tres mazorcas que llaman xolotl [mazorcas gemelares o cuateras], luego el dueño da aviso al que es maestro de las ceremonias que suele ser un viejo y le dice: como ha habido buen temporal en su sementera [ya que la planta gemelar o cuatera, estilizada y extendida como cruz es prueba de ello], viene el maestro y vista la caña con las dos o tres mazorcas manda se hagan dos géneros de tamales, para otro día tamales blancos y tequixquitamales [tamales con tequexquite o de sal], y venido va a la sementera y arranca aquella caña de dos mazorcas y él y el dueño de la sementera, toman los tamales hechos y la caña y se van fuera del poblado a algún lugar donde se dividan dos caminos, uno para una parte y otro para otra, y allí el maestro ofrece los dos géneros de tamales y la caña con las dos mazorcas, puestas las puntas de las mazorcas hacia la Sierra de Tlaxcala al oriente, que es donde habita la diosa Chicomecóatl, diosa de los panes, haciendo un razonamiento y enviando embajada con las mazorcas, diciendo: yn tixolotl ximohuicatiuh maxicmonahutiliti in iztaccihuatl ca in mochihua motequipanoa in quimonequiltia, y esos tamales ofrecidos no los puede tomar si no fuere algún pobre que pasa, y cuando no pasan los vuelven y dan a alguno de los pobres del pueblo, esto dicen que es el alforja del xolotl que va con la embajada por mensajero (Ponce.1892:8).

En esta parte del ritual, el interés explícito y dominante de los participantes estriba en reforzar sus relaciones con otros no participantes en el cultivo, es decir, con la comunidad a la que se pertenece y con el parentesco extenso, así como extender los beneficios y bendiciones de la cosecha a los pobres y desamparados.

### Conjuro para plantar magueyes
Un elemento muy importante en algunos sistemas agrícolas del México antiguo ha sido el maguey, sobre todo en lugares como el Altiplano central, donde ha demostrado ayudar, entre otras cosas, a la conservación y mejoramiento del suelo, servir como protección contra animales y arropar y conservar la humedad, aparte de los múltiples usos de la planta. Por su importancia, posee un elaborado ritual para su cultivo y manejo, que se expone a continuación. Los campesinos debían sacar los magueyes de las partes no cultivadas para pasarlos a las cultivadas (es decir, de los almácigos naturales o cultivados a los bordos de la milpa, donde son llamados metepantles, que quiere decir muros o paredes de maguey). Al trasplantarse:

[...] se previenen del piciete [tabaco] como del Angel de Guarda o de la Deidad, a quien encomiendan esta obra, y luego cogen un palo agudo con que han de arrancar los magueyes pequeños y entran conjurando el dicho palo apercibiéndole para que haga bien su oficio y asi le dicen: ¡Ea!, que ya es tiempo, espiritado, cuya dicha está en las aguas, vamos que habemos de arrancar y levantar la estimable mujer [la magueyera] la de ocho en orden que he de ir a plantarla, tengo que ponerla en lugar muy a propósito y muy fértil que le he limpiado, allí le tengo que poner donde esté muy a su gusto como que le brinda con la mejoría del nuevo asiento (Ruiz de Alarcón, 1892: 174).

Dicho esto, arrancaban los magueyes pequeños que habían de trasplantar y los llevaban al borde del cultivo donde crecerían, que había sido previamente abierto y limpiado para recibir a la planta en su mejor cuidado. Sin embargo, antes de su siembra hablaban con el maguey como dándole la bienvenida: 

“Seas ya bien llegada noble mujer de ocho en hilera, que aquí es muy a propósito, y muy buen lugar, aquí labré y cultivé para que estés muy a tu gusto” (Ruiz de Alarcón, 1892: 175). Con estas palabras los plantaban. Adviértase que llaman a los magueyes “mujer de ocho en orden, y en hilera”, porque de ordinario los acomodaban como en el ajedrez, en hileras de ocho en ocho. Así quedaban satisfechos por dejar plantada y recomendada su magueyera (Ruiz de Alarcón, 1892: 175). Otros campesinos usaban otro conjuro para el mismo efecto: 

Estame atenta, mi madre y señora tierra, que ya te entrego a mi hermana la de ocho en hilera, cójela, y abrazate con ella fuertemente [así le llama debido a su acción de retener el suelo] y porque no tardaré mucho en tornar a requerir el buen logro de la planta que dentro de cinco instantes [después de cinco años, sumados más lo que tiene de edad estará apta para producir pulque] cuando es posible volveré a visitarla y ha ver su buen logro (Ruiz de Alarcón, 1892: 175). 

En ambos rituales la relación con el manejo del maguey es evidente: primero, en que cada acción de cultivo y manipulación de la planta es precedida por un conjuro para solicitar el favor o situación deseada.

## La brujería en tiempos modernos
La fe de las personas en aspectos sobrenaturales hace que busquen una respuesta a sus preguntas más internas a través de la lectura de cartas, de café, de tarot, de la mano, del cigarro, y obtener una solución favorable a sus problemas de amor, dinero, celos, mala suerte, desempleo, etc.
Como lo relata un brujo para el diario “El Sol de México”: “Existen quienes toman muy enserio estas prácticas, así como charlatanes que cobran fuertes cantidades por ayudar a la gente sus males físicos y espirituales y que es más psicología que brujería la que engancha a la gente porque se necesita ser muy observador.”
Cuando se habla de brujería en México muchos las clasifican como “negocio lucrativo” más que un fenómeno ancestral.
En el Mercado de Sonora, en Ciudad de México, se suelen ver brujos y hechiceros que dicen vender cifras que superan los US$100 de diferentes prácticas para “mejorar su suerte”. No existen cifras oficiales, pero según se reporta, en el Mercado existen 404 puestos que se dedican a la santería y datos de Elio Masferrer Kan, por cada 3,500 personas podría haber hasta 100 brujas y brujos, ya que esto no es exclusivo de un solo género y está tomando mucha fuerza día con día y que ya es normal que cada clase social tenga sus propias brujas.

## Lugares muy concurridos para practicar la brujería
En el Centro Histórico de la Ciudad de México, se encuentra el Mercado de Sonora, un sector dedicado a la brujería, ya que por sus diminutos pasillos afirman tener solución para todos tus problemas, abarca todas las diferentes sectas de magia y santeria existentes. Hay estatuas de la Santa Muerte, o a Malverde, además de tótems, pociones, hierbas, y muñecos para la práctica del chamanismo, la magia blanca o magia negra.
También en la localidad de Catemaco al sur del estado de Veracruz. Desde hace décadas es el hogar de cientos de brujos y hechiceros que también, supuesta mente te pueden ayudar en cuestiones de salud, dinero y amor, muchos de sus hechizos hacen referencia a entidades que nunca han existido en ningún otro culto alrededor del mundo, no son de origen mexicano, simplemente vienen de la imaginación de ciertos brujos.

## Rituales más buscados por mexicanos
Como se ha dicho, en el Mercado de Sonora, se ofrece limpias con hierbas o con huevo, lectura de cartas, magia china, hasta ceremonias que requieren sacrificio de animales vivos, pero los que más concurren a este mercado son los jóvenes que buscan algún amarre o el clásico Toloache. También asisten personas de la tercera edad que buscan prolongar su vida con la ayuda de estos rituales.
También se encuentran la veladoras, que conforme la petición se tiene un color, al igual se recurre a los cuernos de la abundancia, semillas, amuletos, figuras de cerdos y ranas, monedas doradas, etc. Todo para alejar la mala suerte y para atraer dinero o lo que se requiera.